# Браун, Марк Толон
Марк Толон Браун (англ. Marc Tolon Brown ; 25 ноября 1946, Эри (Пенсильвания) США) — американский детский писатель и иллюстратор детских книг.

## Биография
Посещал McDowell Senior High School, позже окончил Кливлендский институт искусств (Cleveland Institute of Art).
Работал водителем грузовика, поваром, арт-директором на телевидении, преподавателем колледжа.
Вдохновлённый работами художников Марка Шагала и Мориса Сендака, мировую известность которому принесла книжка с картинками «Там, где живут чудовища» (1963), решил попробовать свои силы в иллюстрировании детских книг.
С 1969 года — художник-иллюстратор. Стал известен, благодаря оформлению многих книг, в первую очередь, серии об Артуре, послужившей для создания одноименного канадско-американского мультипликационного сериала (англ. Arthur, 1996—н.в.), рассказывающего о приключениях трубкозуба Артура.
Продано более 65 миллионов книг этой серии только в Соединенных Штатах. Его книги, программы, электронные книги а также телешоу пользуются успехом у детей в более чем 80 странах по всему миру.
Книги и телесериалы М. Брауна завоевали много наград, были включены в список бестселлеров по версии The New York Times, несколько прайм-таймовых премий «Эмми» (1997, 2000, 2001) и премию Джорджа Пибоди за выдающиеся достижения в области вещания, развлекательных и детских программ. 

## Избранные работы
Книги написанные и иллюстрированные Брауном
- Monkey: Not Ready for Kindergarten
- In New York
- Marc Brown’s Playtime Rhymes: A Treasury for Families to Learn and Play Together

Серия о приключениях Артура
- 1976 — Arthur’s Nose
- 1979 — Arthur’s Eyes
- 1980 — Arthur’s Valentine
- 1981 — The True Francine
- 1982 — Arthur Goes to Camp
- 1982 — Arthur’s Halloween
- 1983 — Arthur’s April Fool
- 1983 — Arthur’s Thanksgiving
- 1984 — Arthur’s Christmas
- 1985 — Arthur’s Tooth
- 1986 — Arthur’s Teacher Trouble
- 1987 — Arthur’s Baby
- 1988 — D.W. All Wet
- 1989 — Arthur’s Birthday
- 1990 — Arthur’s Pet Business
- 1991 — Arthur Meets the President (Early Moments)
- 1992 — Arthur Babysits
- 1993 — D.W. Thinks Big
- 1993 — D.W. Rides Again
- 1993 — Arthur’s Family Vacation
- 1993 — Arthur’s New Puppy
- 1994 — Arthur’s First Sleepover
- 1994 — Arthur’s Chicken Pox
- 1995 — Arthur’s TV Trouble
- 1995 — D.W., the Picky Eater
- 1995 — Arthur Goes to School
- 1996 — Arthur Writes a Story
- 1996 — Arthur’s Reading Race
- 1996 — Glasses for D.W.
- 1996 — Arthur’s Neighborhood
- 1996 — Arthur and the True Francine
- 1997 — Arthur’s Computer Disaster
- 1997 — Say the Magic Word
- 1997 — D.W.'s Lost Blankie
- 1997 — Arthur’s Really Helpful Word Book
- 1997 — Arthur Tricks the Tooth Fairy
- 1998 — Arthur Lost and Found
- 1998 — The Mystery of the Stolen Bike
- 1998 — Locked in the Library!
- 1998 — Arthur’s Really Helpful Bedtime Stories
- 1998 — Arthur Decks the Hall
- 1999 — Arthur’s Underwear
- 2000 — Arthur’s Teacher Moves In
- 2000 — Arthur’s Perfect Christmas
- 2002 — Arthur, It’s Only Rock 'n' Roll
- 2006 — Arthur Jumps into Fall
- 2011 — Arthur Turns Green

Другие книги с иллюстрациями Марка Брауна
- Mary McScary by RL Stine
- The Little Shop of Monsters by RL Stine
- Ten Tiny Toes by Todd Tarpley
- Wild About Books by Judy Sierra (Early Moments)
- Born to Read by Judy Sierra
- Farmyard Beat by Lindsey Craig
- Dancing Feet by Lindsey Craig
- ZooZical by Judy Sierra
- Wild About You by Judy Sierra
- Little Witch’s Big Night (Step into Reading) by Deborah Hautzig
- Happy Birthday, Little Witch (Step into Reading) by Deborah Hautzig
- Rabbit’s New Rug (Parents Magazine Books) by Judy Delton
- If All the Animals Came Inside by Eric Pinder
- What Makes the Sun Shine? by Isaac Asimov
- The Gulps by Rosemary Wells
- Read-Aloud Rhymes For the Very Young by Jack Prelutsky